# Холодный Яр
Холодный Яр — урочище в Черкасской области Украины. Представляет собой реликтовый лесной массив площадью около 7000 га. Рельеф холмистый, с большим количеством балок (яров), имеющих крутые склоны.

## Территория урочища
Большинство балок и ручьев Холодного Яра имеют своё название. Так, тут имеются балки Кириковский Яр, Чорный Яр, Сечевой Яр, Гайдамацкий Яр, Цыганский Яр, Поташный Яр, Гадючий Яр, Красный Яр и пр. Общая длина балок и их ответвлений составляет примерно 250 км.
По дну балок протекают около 150 ручьёв, впадающих в итоге в реку Тясмин.

## История
Холодный Яр имеет богатейшую историю.
В его окрестностях на его территории археологами обнаружено большое количество древних стоянок и поселений.
Он воспет Тарасом Шевченко в одноимённом стихотворении.
В этих краях возникла Колиивщина — восстание населения против гнёта Польши.
С 1918 по 1922 в Холодном Яру действовали партизанские повстанческие отряды, которые вели борьбу как против деникинцев, так и против большевиков. В это время здесь была провозглашена Холодноярская республика, которая контролировала около 25 близлежащих сел и имела армию около 15 тысяч человек.